# Élections sénatoriales de 2020 dans les Hautes-Alpes
Les élections sénatoriales dans les Hautes-Alpes ont lieu le dimanche 27 septembre 2020. Elles ont pour but d'élire le sénateur représentant le département au Sénat pour un mandat de six années.

## Contexte départemental
Lors des élections sénatoriales de 2014 dans les Hautes-Alpes, Jean-Yves Dusserre a été élu sénateur.
Depuis, tous les effectifs du collège électoral des grands électeurs ont été renouvelés, avec les élections départementales de 2015, les élections régionales de 2015, les élections législatives de 2017 et les élections municipales de 2020.

## Sénateur sortant
| Sénateur | Sénateur                | Parti | Fonctions lors de l'élection en 2014 |
| -------- | ----------------------- | ----- | ------------------------------------ |
|          | Patricia Morhet-Richaud | LR    | Maire de Lazer                       |

## Présentation des candidats et des suppléants
Le nouveau représentant est élu pour une législature de 6 ans au suffrage universel indirect par les 438 grands électeurs du département. Dans les Hautes-Alpes, le sénateur est élu au scrutin majoritaire à deux tours. Le nombre reste inchangé, un sénateur est à élire. Il y aura plusieurs candidats dans le département, chacun avec un suppléant.
| N°  | Candidats | Candidats               | Parti | Principales fonctions                               |
| --- | --------- | ----------------------- | ----- | --------------------------------------------------- |
| T 1 |           | Jean-Michel Arnaud      | LC    | Maire de Tallard                                    |
| S 1 |           | Christine Maximim       | Agir  | Maire de Baratier                                   |
|     |           |                         |       |                                                     |
| T 2 |           | Laurence Leguem         | RN    | Conseillère régionale                               |
| S 2 |           | Nicolas Faure           | RN    |                                                     |
|     |           |                         |       |                                                     |
| T 3 |           | Isabelle David          | EÉLV  | Conseillère municipale de Gap                       |
| S 3 |           | Bernard Leterrier       | EÉLV  | Conseiller municipal de Guillestre                  |
|     |           |                         |       |                                                     |
| T 4 |           | Patricia Morhet-Richaud | LR    | Sénatrice sortante, conseillère municipale de Lazer |
| S 4 |           | Victor Bérenguel        | LR    | Maire de Savines-le-Lac                             |

## Résultats
| Candidats                | Candidats                | Parti                    | Nuance                   | Premier tour | Premier tour | Second tour | Second tour |
| Candidats                | Candidats                | Parti                    | Nuance                   | Voix         | %            | Voix        | %           |
| ------------------------ | ------------------------ | ------------------------ | ------------------------ | ------------ | ------------ | ----------- | ----------- |
|                          | Patricia Morhet-Richaud  | LR                       | LR                       | 195          | 44,93        | 201         | 46,21       |
|                          | Jean-Michel Arnaud       | LC                       | DVC                      | 186          | 42,86        | 210         | 48,28       |
|                          | Isabelle David           | EÉLV                     | VEC                      | 47           | 10,83        | 19          | 4,37        |
|                          | Laurence Leguem          | RN                       | RN                       | 6            | 1,38         | 5           | 1,15        |
|                          |                          |                          |                          |              |              |             |             |
| Votes valides            | Votes valides            | Votes valides            | Votes valides            | 434          | 98,86        | 435         | 98,42       |
| Votes blancs             | Votes blancs             | Votes blancs             | Votes blancs             | 3            | 0,68         | 3           | 0,68        |
| Votes nuls               | Votes nuls               | Votes nuls               | Votes nuls               | 2            | 0,46         | 4           | 0,90        |
| Total                    | Total                    | Total                    | Total                    | 439          | 100          | 442         | 100         |
| Abstention               | Abstention               | Abstention               | Abstention               | 7            | 1,57         | 4           | 0,90        |
| Inscrits / participation | Inscrits / participation | Inscrits / participation | Inscrits / participation | 446          | 98,43        | 446         | 99,10       |